# Golub

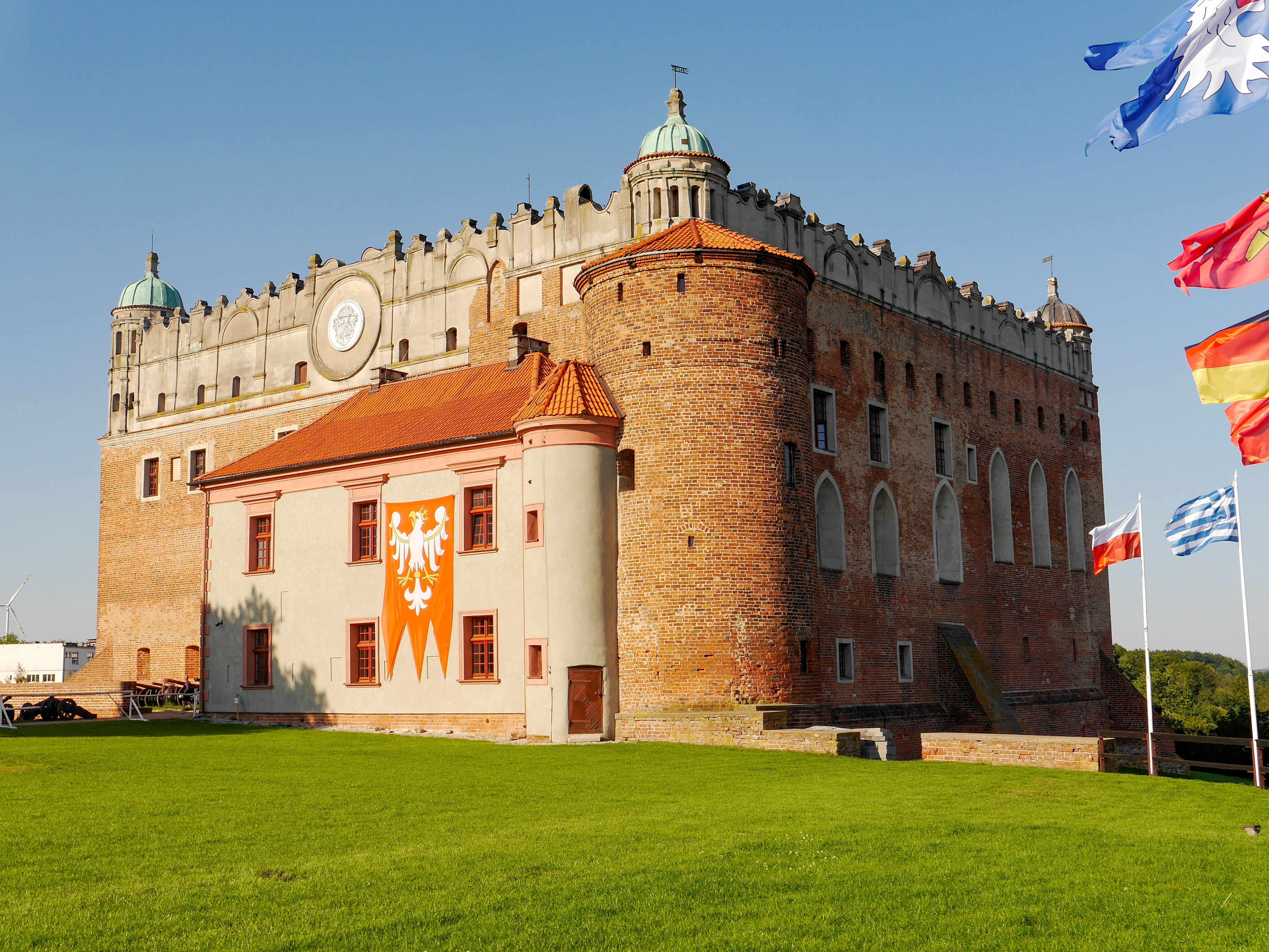
Zamek w Golubiu

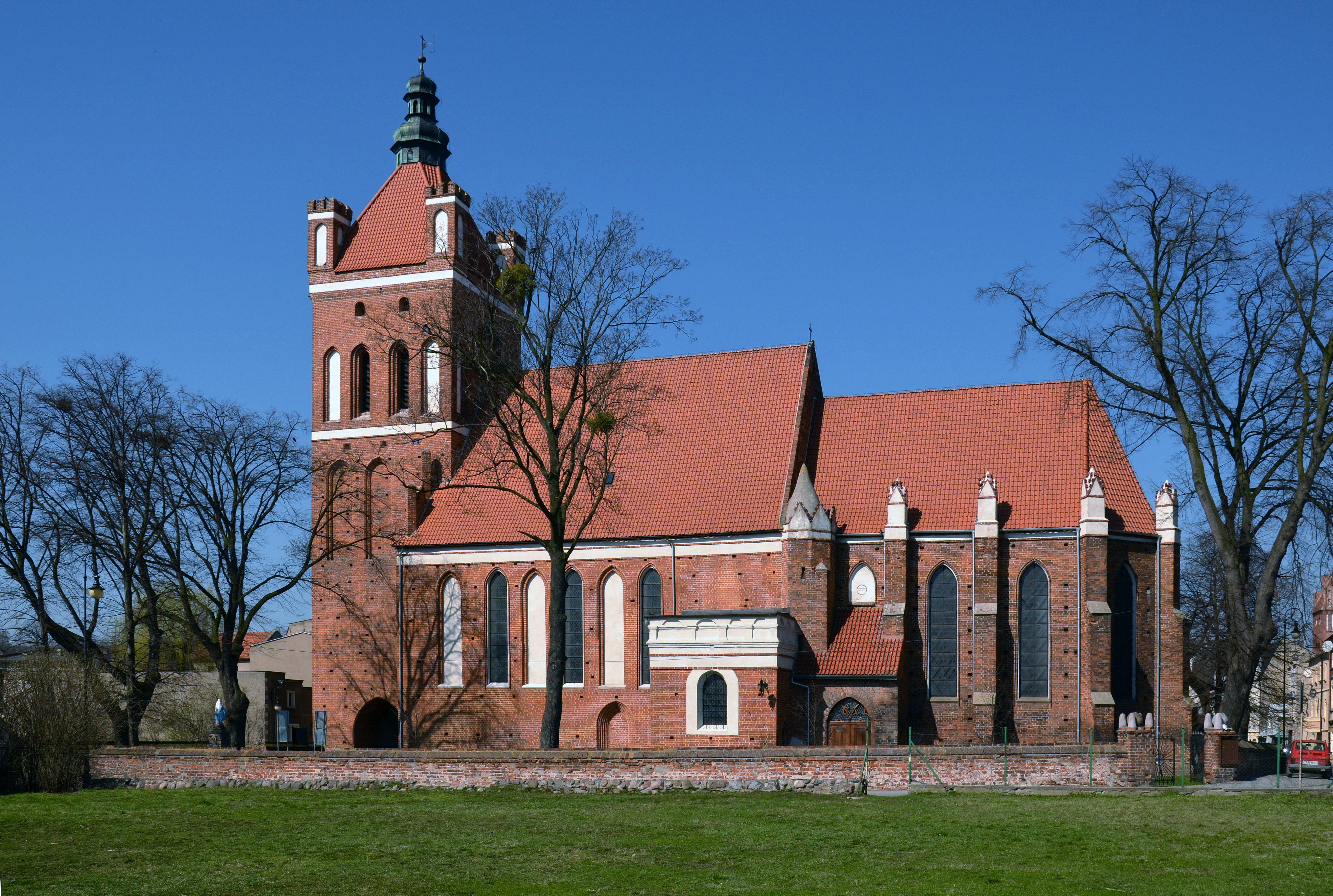
Kościół pw. św. Katarzyny

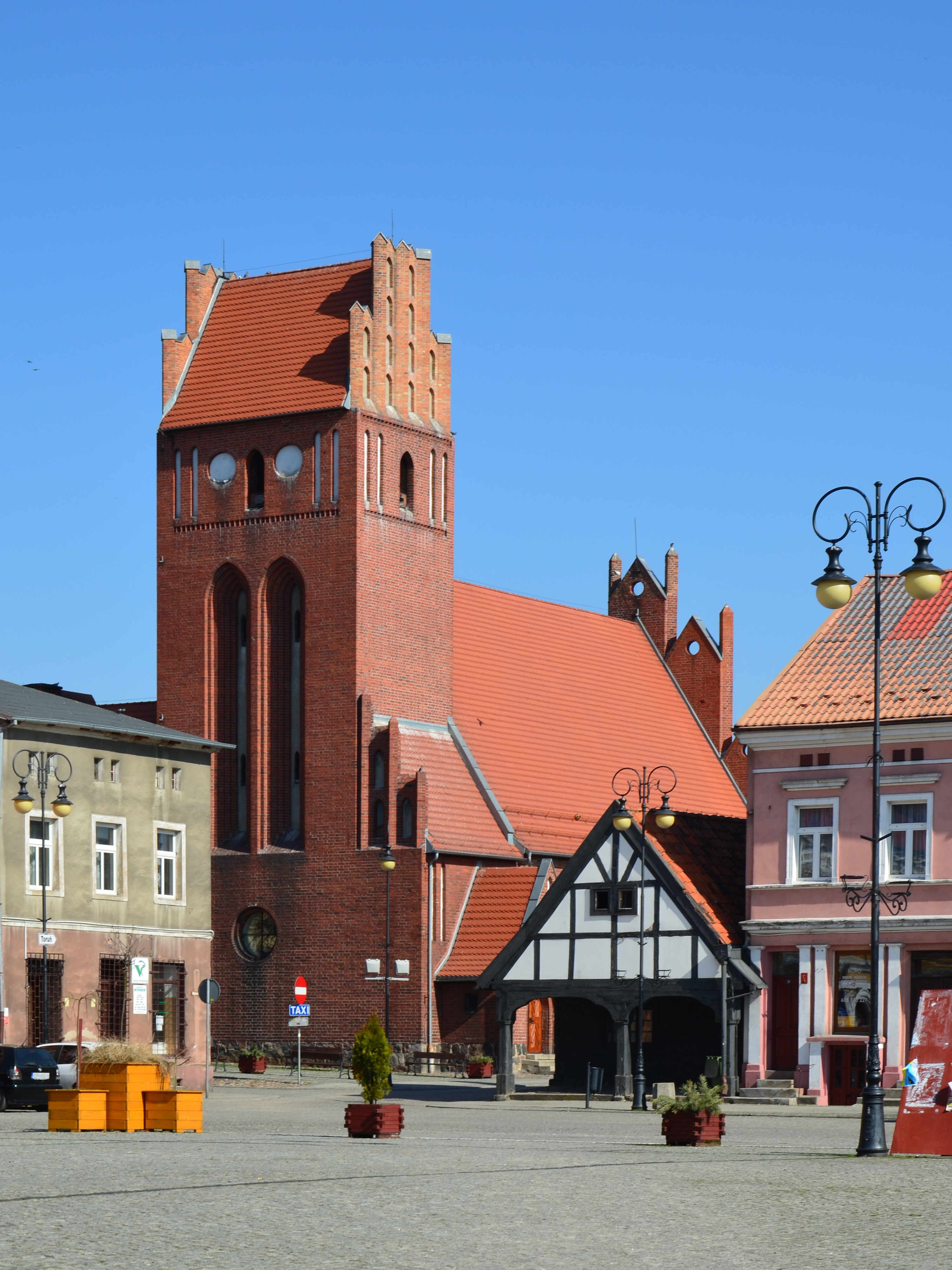
Dawny kościół ewangelicki, ob. Szkoła Podstawowa nr 1 i dom podcieniowy

Golub (niem. Gollub) – dzielnica Golubia-Dobrzynia (województwo kujawsko-pomorskie), na prawym brzegu Drwęcy. Dawniej samodzielne miasto, prawa miejskie posiadał w latach 1300–1951, własność królewska, w 1664 roku położony był w starostwie golubskim. W 1951 (de facto 1941) połączony z Dobrzyniem nad Drwęcą utworzył nowe miasto Golub-Dobrzyń.
W 2011 r. miał 1887 mieszkańców.

## Toponimia
Według Jerzego Maciejewskiego Golub (dop. Golubia) to nazwa dzierżawcza od imienia Golub (←Gościlub) (dop. Goluba); por. Wrocław (Wrocławia) od Wrocław (Wrocława), Poznań (Poznania) od Poznan (Poznana) itp.

## Historia
- 1254 – pierwsza wzmianka o Golubiu, jako własności biskupów kujawskich
- 1293 – Golub odstąpiony Krzyżakom
- 1300 – założenie krzyżackiego miasta
- 1305–1311 – wzniesienie zamku i ustanowienie komturii
- 1410 – zdobycie przez wojska polskie, bitwa pod murami miasta z wojskami Kawalerów Mieczowych[5]
- 1422 – zdobycie przez wojska polskie (wojna golubska)
- 1460 – zdobycie przez wojska krzyżackie pod dowództwem Bernarda Szumborskiego
- 1462 – zdobycie przez wojska polskie pod dowództwem Ulryka Czerwonki
- 1466 – przyłączony do Polski (Prusy Królewskie) na mocy pokoju toruńskiego jako starostwo niegrodowe
- 1611–1625 – rezydencja Anny Wazówny (siostry Zygmunta III Wazy)
- 1772–1919 – Golub pod zaborem pruskim (1807–1815 w Księstwie Warszawskim)
- od 1900 – połączenie kolejowe z Bydgoszczą i Brodnicą
- pocz. XI 1906 – pocz. III 1907 strajk szkolny przeciwko nauczaniu religii w języku niemieckim[6]
- 1939–1945 – okupacja hitlerowska, zagłada ok. 200 Żydów golubskich, wyniszczanie polskiej inteligencji, przymusowe wpisywanie na niemiecką listę narodowościową (ok. 90% mieszkańców miasta)
- 1941 – de facto utrata samodzielności w czasie okupacji przez połączenie z Dobrzyniem i utworzenie miasta Golub-Dobrzyń[7].
- 1951 – formalna utrata samodzielności przez połączenie z Dobrzyniem i utworzenie miasta Golub-Dobrzyń[2]

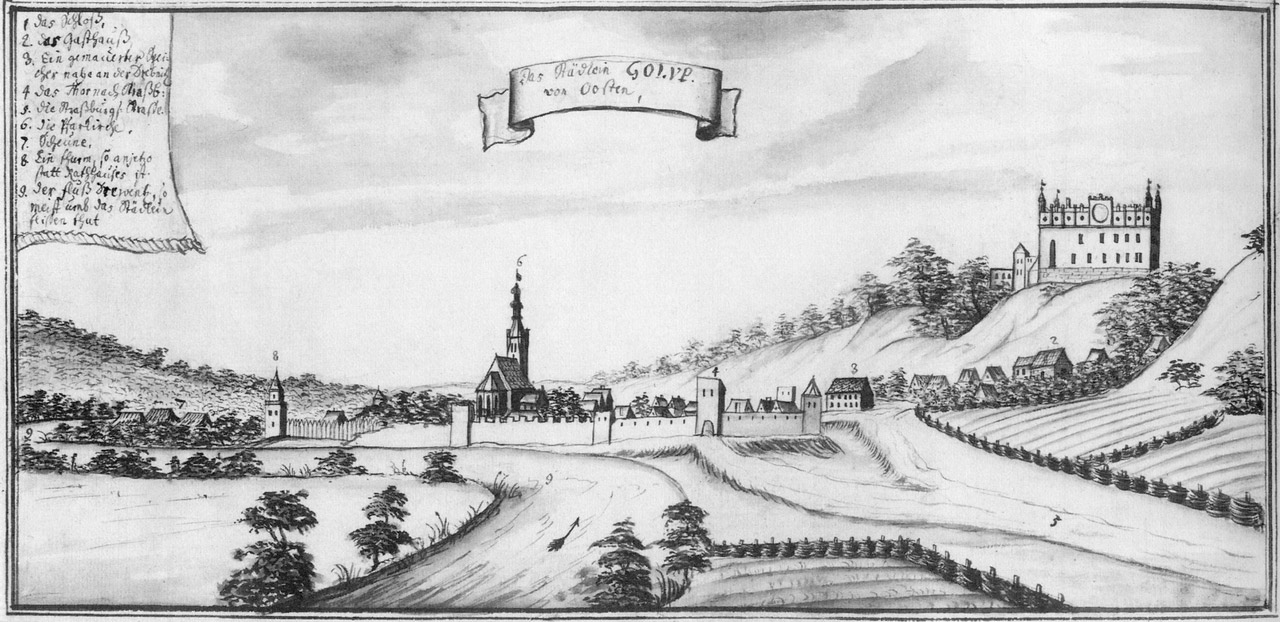
Golub, miasto i zamek w XVIII w.

## Zabytki
- Zamek w Golubiu
- gotycki kościół św. Katarzyny
- pozostałości murów miejskich
- zabytkowe domy, m.in. kamienica z 1635 i drewniany dom podcieniowy z 1771
- dawny kościół ewangelicki z początku XX wieku